# Zbydniów (Petite-Pologne)
Pour les articles homonymes, voir Zbydniów.
Zbydniów est une localité polonaise de la gmina de Łapanów, située dans le powiat de Bochnia en voïvodie de Petite-Pologne.